# Carlo Filago
Carlo Filago, (oppure FIllago) (Rovigo, 8 agosto 1589 – Venezia, 23 ottobre 1644), è stato un organista e compositore italiano.

## Biografia
Allievo di Luzzasco Luzzaschi, tra il 1601 e il 1607 lasciò Rovigo per trasferendosi a Treviso, dove rimase fino al 1623 e dove è organista presso la Cattedrale e la Chiesa dell'Ospedale.
Nel 1623 lascia Treviso, anche per i continui contrasti col Maestro di Cappella Amadio Freddi, e si trasferisce in Venezia, dove diviene subito primo organista della Cappella Marciana, all'epoca guidata dell'immenso Claudio Monteverdi. Nel 1631 diviene anche organista e direttore di coro della Basilica dei Santi Giovanni e Paolo e in varie altre chiese ed istituzioni. 
Muore nel 1644, in condizioni di indigenza.

## Opere
L'opera compositiva di Filago comprende mottetti, concerti spirituali e minori opere religiose in stile concertato.
- Motecta ... liber primus, per 1-4 voci (1611)
- Cantiones sacrae, liber primus (1611)
- Sacrarum cantionum, liber Tertius, per 2-6 voci e Organo (1619)
- Madrigali del Signor Cavaliero Anselmi nobile di Treviso per 2-3 voci e basso continuo (1624)
- 4 mottetti (1624)
- Sacri concerti per sola voce e basso continuo Op.4 (1642). Edizione moderna a cura di M. Luisa Baldassari, Mariarosa Pollastri; Rovigo : Conservatorio Statale di Musica "Francesco Venezze"; Ministero dell'Università e ricerca, alta formazione artistica e musicale, 2009